# Al-Mahdi
Muhammad ibn Mansur al-Mahdi, född 744 eller 745, död 785, var en abbasidisk kalif 775–785, son och efterträdare till Al-Mansur.
Under hans regering förföljdes i de persiska delarna av hans rike uppkomna sekter energiskt, och hans arméer hotade flera gånger Bysans. Hans son med konkubinen Khayzuran, Harun al-Rashid, var kalif i Bagdad 786-809.